# 1980年电影

## 电影大事
- 電影《就是溜溜的她》是侯孝賢的第一部導演作品。
- 電影《時光倒流七十年》發行。
- 吳念真進入中影擔任編審，並在期間與時任中影製片企劃部副理兼企劃組長的作家小野結識成為好友，一起合作推動台灣新浪潮電影運動。

### 1月至3月
- 3月15日「大長篇幅哆啦A梦系列」电影第一作公映。票房收入15億6000万日圆、观赏人数320万人。

## 獎項

### 奥斯卡金像奖
（第53届，1981年颁发）
- 奥斯卡最佳影片奖——《普通人》（Ordinary People）
- 奥斯卡最佳导演奖——罗伯特·雷德福（Robert Redford）《普通人》
- 奥斯卡最佳男主角奖——罗伯特·德尼罗（Robert De Niro）《愤怒的拳击手》
- 奥斯卡最佳女主角奖——西珊·斯帕瑟克（Sissy Spacek）《矿工的女儿》
- 奥斯卡最佳男配角奖——蒂莫西·赫顿（Timothy Hutton）《普通人》
- 奥斯卡最佳女配角奖——玛丽·斯廷伯根（Mary Steenburgen）《梅尔文与霍华德》

（其他奖项参见奥斯卡金像奖获奖名单）

### 1980年第17届金马奖得奖名单
- 最佳剧情片--《早安台北》（大众公司出品）
- 最佳纪录片--《古厝／中国传统的建筑》（国禾公司出品）
- 优等卡通片--《三国演义》（中华卡通公司出品）
- 最佳卡通片编导--黄木村《丁丁梦游记》
- 最佳剧情片导演--王菊金《六朝怪谈》
- 最佳剧情片男主角--王冠雄《茉莉花》
- 最佳剧情片女主角--徐枫《源》
- 最佳剧情片男配角--向云鹏《乡野人》
- 最佳剧情片女配角--邵佩玲《茉莉花》
- 最佳剧情片童星--林小楼《乡野人》
- 最佳剧情片原著剧本--宋项如《候鸟之爱》
- 最佳剧情片改编剧本--刘正谦《赌国仇城》
- 最佳剧情片摄影--钟志文《疯劫》
- 最佳剧情片剪辑--余灿峰《疯劫》
- 最佳剧情片美术设计--张季平《源》
- 最佳剧情片配乐——王菊金《地狱天堂》
- 最佳剧情片电影插曲--大公鸡《乡野人》（词：张佩成、曲、温隆俊）
- 最佳剧情片录音--忻江盛《古宁头大战》
- 最佳歌舞片音乐--入围空缺
- 最佳纪录片摄影--张照堂《古厝--中国传统的建筑》
- 最佳纪录片策划--李树屏《国剧艺术》

### 1980年中国文化部优秀影片奖
- 优秀故事片 	
  - 巴山夜雨
  - 天云山传奇
  - 法庭内外
  - 花枝梢
  - 第十个弹孔
  - 残雪
  - 苗苗
  - 与魔鬼打交道的人
- 优秀戏曲片
  - 白蛇传
- 翻译片优秀配音奖
  - 啊！野麦岭
  - 永恒的爱情
- 优秀美术片
  - 三个和尚
  - 雪孩子
- 优秀纪录片
  - 刘少奇同志永垂不朽
  - 黄山奇观
  - 他们怎样富起来（第三期）
  - 青春的闪光
- 优秀科教片
  - 生命与蛋白--人工合成夷岛素
  - 遥感
  - 绿化祖国
  - 试管晶
  - 遗传工程初探
  - 119与911
- 优秀新闻科技杂志片
  - 祖国新貌34号
  - 今日中国12号
  - 蓝色的血液